# Hexatoma (Cladolipes) simplex
Hexatoma (Cladolipes) simplex is een tweevleugelige uit de familie steltmuggen (Limoniidae). De soort komt voor in het Palearctisch gebied.